# Alistair Brownlee
Alistair Edward Brownlee MBE (Dewsbury, 23 de abril de 1988) é um triatleta profissional britânico, bicampeão olímpico. 

## Carreira
Alistair é irmão do também triatleta Jonathan Brownlee. É duas vezes campeão mundial, campeão dos Jogos da Commonwealth e campeão olímpico em Londres 2012.

### Rio 2016
Em mais uma prova olímpica esteve sempre a frente, na natação e no ciclismo. Na corrida disputou duas voltas lado a lado com seu irmão Jonathan, e novamente não deu chances na parte final, conquistando o ouro pela segunda vez no triatlo masculino.